# Kunyit
Kunyit je dlouhodobě nečinná (možná vyhaslá) sopka na indonéském ostrově Sumatra.  Vrchol, převážně dacitového vulkánu, je zakončený dvěma krátery a v jednom z nich se rozkládá menší kráterové jezero. Kdy došlo k poslední erupci, není známo. Jediným projevem aktivity jsou fumaroly v okolí vrcholu.